# 호플리아스속
호플리아스속은 에리트리누스과에 속하는 물고기 속으로, 중앙아메리카와 남아메리카에서 발견된다.

## 종
이 속에는 현재 13종이 인정된다.

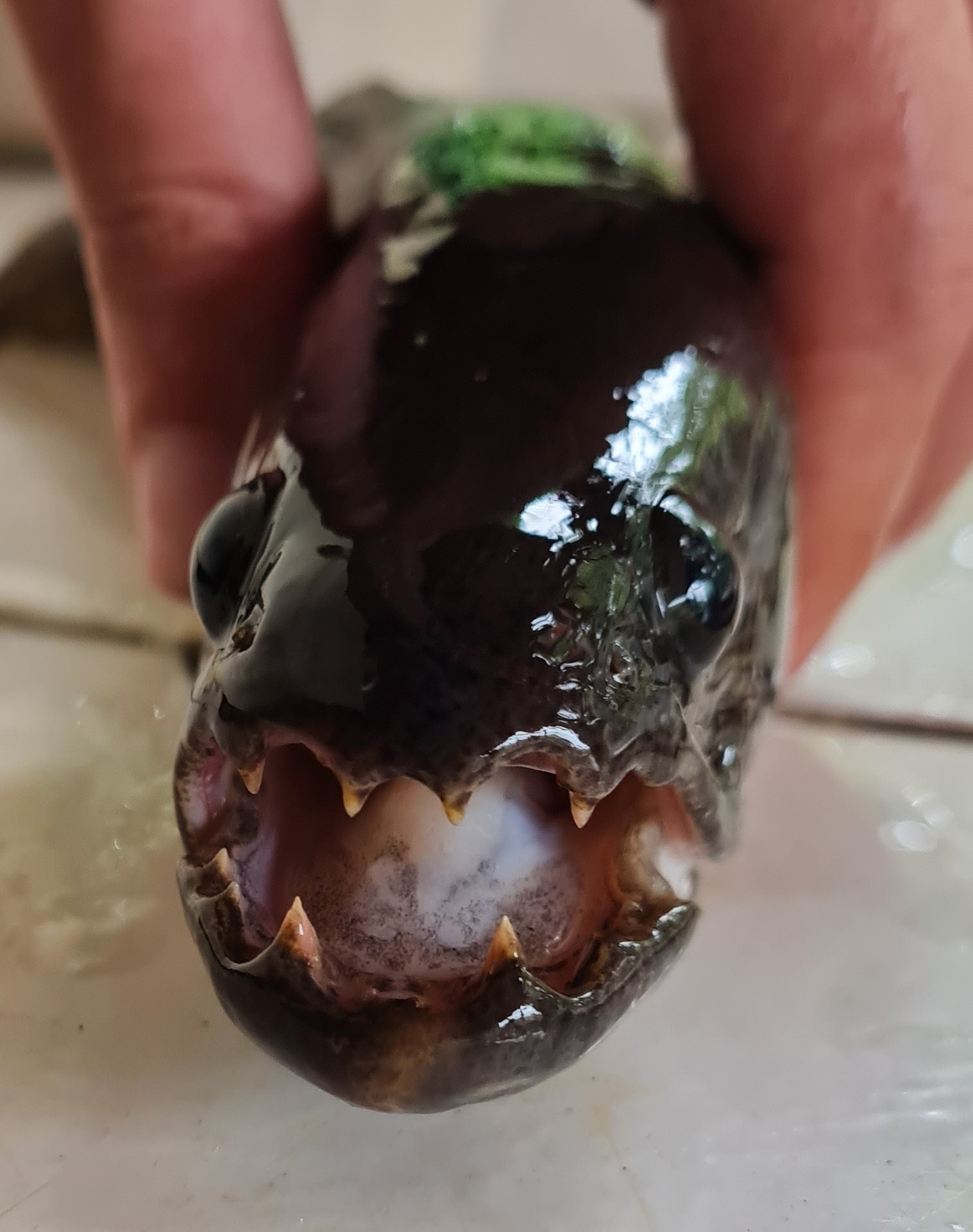
Hoplias malabaricus 및 그 날카로운 이빨.

- Hoplias aimara (발랑시엔, 1847)
- Hoplias australis (오야카와 & 마토스, 2009)
- Hoplias brasiliensis (슈피크스 & 아가시, 1829)
- Hoplias curupira (오야카와 & 마토스, 2009)
- Hoplias intermedius (귄터, 1864)
- Hoplias lacerdae (A. 미란다-히베이루, 1908)
- Hoplias malabaricus (블로흐, 1794) 늑대고기, 트라이라
- Hoplias mbigua (아스펠리쿠에타, 베니테스, 아이치노 & 멘데스, 2015)[2]
- Hoplias microcephalus (아가시, 1829)
- Hoplias microlepis (귄터, 1864)[3]
- Hoplias misionera (로소, 마브라가냐, 곤살레스-카스트로, 델피아니, 아빌리아노, 셰노네 & 디아스 데 아스타를로아, 2016)[4]
- Hoplias patana (발랑시엔, 1847)
- Hoplias teres (발랑시엔, 1847)